# つづら川出入口
つづら川出入口（つづらかわでいりぐち）は、愛媛県松山市久谷町にある、国道33号三坂道路の出入口である。

## 概要
三坂道路のほぼ中心に設置され、松山市久谷町の「つづら川集落」に連絡しており、松山市街方面・久万高原町方面どちらからも利用可能（ただし、本線上の標識は流出ランプ直前にのみ設置）。松山市道および「つづら川トンネル」を経由して国道440号に連絡している。
スマートインターチェンジの様なスタイルを取っており、ランプには逆走防止用のゲートが設置されているが、三坂道路は無料で通行できるためゲート前で車両を停止すればバーは開く。
松山市街方面への入口・久万高原町方面からの出口は、通行規制によりマイクロバスを除く大型車両は利用不可能である。

## 歴史
- 2012年3月17日 三坂道路の開通により、供用開始。

## 接続道路
直接接続
- 松山市道

間接接続
- 国道440号